# Glee: The Music, Volume 4
Glee: The Music, Volume 4 é um álbum de trilha sonora da série americana Glee, que contém canções dos nove primeiros episódios da segunda temporada da série. Foi lançado no dia 30 de novembro de 2010 pela Columbia Records. O álbum contém covers artistas como Britney Spears, Katy Perry, Bruno Mars, Paramore, entre outros.

## Antecedentes
O álbum foi lançado no dia 30 de novembro e na primeira semana estava na quinta posição da Billboard 200.
A canção Me Against The Music foi o primeiro singe do álbum e da série a possuir um videoclipe oficial, ela é interpretada por Brittany Pierce (Heather Morris) e Santana Lopes (Naya Rivera).

## Singles
Todas as faixas foram lançadas como singles, disponíveis para download digital. A mais bem sucedida foi "Teenage Dream", que foi número #8 e #10 na Billboard Hot 100 e no Canadian Hot 100, respectivamente. O single vendeu 55.000 cópias em seu primeiro dia nos Estados Unidos, e passou a bater a primeira semana de recorde de vendas de 177.000 anteriormente detidas pela estreia do single Don't Stop Believin'. Em outros países, os melhores desempenhos foram dos singles "Billionaire" no número quinze, na Irlanda, e "Empire State of Mind", no número vinte, na Austrália.
"Sway" foi a única faixa do álbum que foi lançada como single, mas não conseguiu entrar nas paradas.
O recorde de participações de um grupo na Billboard Hot 100, previamente foi definidas pelos The Beatles, mas foi quebrado quando seis canções estrearam no gráfico da semana de 16 de outubro de 2010. Essa façanha também colocou o elenco em terceiro entre todos os artistas, atrás de James Brown e Elvis Presley. Quatro canções estrearam em 18 de novembro de 2010, o que empurrou o número de aparições a noventa e três, superando a realização de Brown.
A canção "Teenage Dream" recebeu certificado de ouro assim como o single da musica Don't Stop Believin' e foi a unica da segunda temporada a receber qualquer certificado.

## Faixas
| Edição padrão |                                    | |         |  |
| N.º           | Título                             | Solos | Duração |  |
| 1.            | "Empire State of Mind"             | Kevin McHale, Cory Monteith, Mark Salling, Amber Riley e Lea Michele                                                       | 4:38    |  |
| 2.            | "Billionaire"                      | Kevin McHale, Chord Overstreet, Cory Monteith e Mark Salling                                                               | 3:32    |  |
| 3.            | "Me Against the Music"             | Heather Morris e Naya Rivera                                                                                               | 3:45    |  |
| 4.            | "Stronger"                         | Kevin McHale, Cory Monteith e Mark Salling                                                                                 | 3:23    |  |
| 5.            | "Toxic"                            | Heather Morris, Lea Michele, Matthew Morrison e Naya Rivera                                                                | 3:24    |  |
| 6.            | "The Only Exception"               | Lea Michele | 4:26    |  |
| 7.            | "I Want to Hold Your Hand"         | Chris Colfer | 2:36    |  |
| 8.            | "One of Us"                        | Jenna Ushkowitz, Cory Monteith, Chris Colfer, Dianna Agron, Lea Michele e Amber Riley                                      | 4:01    |  |
| 9.            | "River Deep, Mountain High"        | Amber Riley e Naya Rivera                                                                                                  | 3:32    |  |
| 10.           | "Lucky"                            | Dianna Agron e Chord Overstreet                                                                                            | 3:07    |  |
| 11.           | "One Love (People Get Ready)"      | Kevin McHale e Mark Salling                                                                                                | 2:34    |  |
| 12.           | "Teenage Dream"                    | Darren Criss | 3:40    |  |
| 13.           | "Forget You" (com Gwyneth Paltrow) | Gwyneth Paltrow, Kevin McHale e Amber Riley                                                                                | 3:42    |  |
| 14.           | "Marry You"                        | Cory Monteith, Lea Michele, Dianna Agron, Chord Overstreet, Heather Morris, Kevin McHale, Jenna Ushkowitz e Harry Shum Jr. | 3:46    |  |
| 15.           | "Sway"                             | Matthew Morrison | 3:09    |  |
| 16.           | "Just the Way You Are"             | Cory Monteith | 3:37    |  |
| 17.           | "Valerie"                          | Naya Rivera | 3:35    |  |
| 18.           | "(I've Had) The Time of My Life"   | Dianna Agron, Chord Overstreet, Amber Riley e Naya Rivera                                                                  | 4:37    |  |

## Solos vocais
- Naya Rivera (Santana) - "Empire State of Mind", "Me Against the Music", "River Deep, Mountain High", "Valerie", "Toxic", "(I've Had)The Time of My Life"

- Cory Monteith (Finn) - "Empire State of Mind", "Billionaire", "Stronger", "One Of Us", "Marry You", "Just the Way You Are"

- Lea Michele (Rachel) - "Toxic", "The Only Exception", "One Of Us", "Marry You"

- Dianna Agron (Quinn) - "One Of Us", "Lucky", "Marry You", "(I've) Had the Time of My Life"

- Chris Colfer (Kurt) - "I Want to Hold Your Hand", "One Of Us"

- Amber Riley (Mercedes) - "Empire State of Mind", "One Of Us", "River Deep, Mountain High", "Forget You", "(I've Had)The Time of My Life"

- Heather Morris (Brittany) - "Me Against the Music", "Toxic", "Marry You"

- Kevin McHale (Artie) - "Empire State of Mind", "Billionaire", "Stronger", "One Love (People Get Ready)", "Forget You", "Marry You"

- Jenna Ushkowitz (Tina) - "One Of Us", "Marry You"

- Darren Criss (Blaine) - "Teenage Dream"

- Chord Overstreet (Sam) - "Billionaire", "Lucky", "Marry You", "(I've) Had the Time of My Life"

- Mark Salling (Puck) - "Empire State of Mind", "Billionaire", "Stronger", "One Love (People Get Ready)"

- Matthew Morrison (Will) - "Toxic", "Sway"

- Gwyneth Paltrow (Holly) - "Forget You"

- Harry Shum Jr. (Mike) - "Marry You"

## Paradas musicais
| Parada (2010)            | Melhor posição |
| ------------------------ | -------------- |
| Australian Albums Chart  | 3              |
| Irish Albums Chart       | 12             |
| Mexican Albums Chart     | 8              |
| New Zealand Albums Chart | 7              |
| Billboard 200            | 5              |